# Hôtel de ville de New York
L'hôtel de ville de New York (en anglais : New York City Hall) est le siège du gouvernement de la ville de New York. Il est situé dans le quartier de Lower Manhattan, entre Broadway, Park Row, et Chambers Street. 
Le bâtiment, construit de 1810 à 1812, a été dessiné par les architectes Joseph-François Mangin et John McComb, Jr. (en). Il se trouve au centre du City Hall Park et est la plus vieille mairie des États-Unis à encore abriter des organismes municipaux officiels, comme les bureaux du maire (Mayor of New York) de la ville (certaines agences municipales sont concentrées dans le Manhattan Municipal Building), ainsi que les chambres du conseil municipal (New York City Council). 
L'hôtel de ville de New York est un National Historic Landmark. Sa rotonde fait également partie des lieux phares de la ville de New York.

## Dans la culture populaire
- Voyage au bout de la nuit, roman de Louis-Ferdinand Céline publié en 1932. Bardamu découvre City Hall en remontant Broadway :

« Tout d'un coup ça c'est élargi notre rue comme une crevasse qui finirait dans un étang de lumière. On s'est trouvés là devant une grande flaque de jour glauque coincée entre des monstres et des monstres de maisons. Au beau milieu de cette clairière, un pavillon avec un petit air champêtre, et bordé de pelouses malheureuses. »
- City Hall, film de Harold Becker sorti en 1996 avec Al Pacino et John Cusack.
- Spin City, série télévisée de Gary David Goldberg avec Michael J. Fox.